# X-Files : Régénération
Pour les articles homonymes, voir The X-Files.
Série X-Files : Aux frontières du réel
saison 9
(2001-2002) saison 10
(2016)
Pour plus de détails, voir Fiche technique et Distribution.
X-Files : Régénération ou X-Files : Je veux y croire au Québec (The X-Files: I Want to Believe) est un film américano-canadien réalisé par Chris Carter et sorti en 2008. C'est le deuxième film basé sur la série télévisée X-Files : Aux frontières du réel, après The X-Files, le film (1998). La série est alors arrêtée depuis six ans après la diffusion de la 9e saison. La série sera ensuite relancée en 2016 avec une saison 10.
Le film reçoit des critiques mitigées, même si certaines louent l'alchimie entre les deux acteurs principaux tout en critiquant l'intrigue. Le long métrage récolte 68 millions de dollars au box-office, pour un budget de 30 millions de dollars.

## Synopsis
Les agents du FBI Mosley Drummy et Dakota Whitney supervisent d'importantes recherches près de Somerset en Virginie-Occidentale, « guidés » par le père Joseph Fitzpatrick Crissman. Mosley Drummy approche Dana Scully, qui est désormais médecin dans un hôpital catholique, le Our Lady of Sorrows Hospital. Mosley Drummy lui demande de contacter Fox Mulder pour obtenir son aide. Scully se rend donc chez son ancien collègue des affaires non classés, qui vit en reclus depuis plusieurs années. Drummy souhaite que Mulder enquête pour le FBI concernant la disparition de plusieurs femmes en Virginie-Occidentale, dont Monica Bannan, une jeune agente du FBI disparue depuis quelques jours. Scully relaie cette demande à Mulder, qui vit désormais avec elle. D'abord réticent et amer envers les institutions fédérales, il finit par accepter. Mulder et Scully se rendent ainsi à Washington, D. C. où ils retrouvent l'agent Drummy. Ils rencontrent l'agent Dakota Whitney, chargée de l'enquête avec Drummy. Elle leur explique que Joseph Crissman, ancien prêtre démis de ses fonctions pour pédophilie, prétend que Dieu lui envoie des visions des crimes et que le FBI a retrouvé, d'après ses indications, un bras humain coupé qui était enterré. Mulder et Scully font ensuite la connaissance de « Père Joe », qui vit à Richmond dans un foyer de délinquants sexuels. Ils le questionnent sur ses prétendues visions.
Alors que Scully reprend ses activités auprès de ses patients, Mulder se rend sur le terrain avec les agents Mosley Drummy et Dakota Whitney. Tous les trois suivent le Père Joe qui prétend pouvoir retrouver une victime. Les agents fédéraux sont toujours sceptiques envers l'ancien homme d'église. Soudain, il s'agenouille dans la neige, prétendant que la victime était là. Ses yeux se mettent alors à saigner soudainement. Scully s'entretient quant à elle avec le père Ybarra, avant d'aller se réfugier dans son bureau, en pleurs. Elle se confie plus tard à Mulder, sur l'un des jeunes patients, Christian Fearon, en stade terminal d'une grave maladie. Ils évoquent leur fils William, que Scully a fait adopter.
Une nouvelle victime, Cheryl Cunningham, est ensuite enlevée par un homme, qui a provoqué la sortie de route de sa voiture. Une nouvelle battue du FBI, conduite par Crissman, entraîne la découverte d'ossements et de diverses parties de corps humains enterrés dans un champ enneigé. Mulder et Scully se disputent sur la volonté réel de Mulder de participer à tout cela. Scully est persuadé que Fox fait tout ça pour trouver sa sœur, Samantha. Le lendemain, Scully participe à l'hôpital à une réunion sur le sort de Christian Fearon. Elle s'oppose au père Ybarra sur le traitement à lui donner, à savoir des cellules souches. Très marquée par son patient, elle ignore les appels téléphoniques de Mulder. Ce dernier est à Quantico et analyse les preuves collectées, tout en interrogeant le Père Joe. Mulder, Drummy et Whitney se rendent ensuite sur les lieux où a été abandonnée la voiture de Cheryl Cunningham. Sur place, le Père Joe dit ne rien voir ni ne rien ressentir. Mulder retrouve cependant un bracelet d'urgence médicale et quelques effets personnels. Ils comprennent que la victime venait d'aller à la piscine. Ils s'y rendent pour tenter d'en savoir plus, alors que Scully s'apprêter à opérer le jeune Christian. Elle retrouve après cela Mulder. Ils s'entretiennent sur l'affaire. Scully lui annonce qu'elle ne veut plus enquêter comme avant, sur le terrain. Elle veut désormais se focaliser sur la médecine et ne veut plus qu'ils vivent ensemble. Mulder lui souhaite ensuite bonne chance et prend congé de Scully. Celle-ci rencontre ensuite les parents de Christian qui ont changé d'avis sur le traitement de leur fils. Après avoir parlé au père Ybarra, les parents préfèrent s'en remettre à Dieu et interrompre le traitement.
Alors que des agents fédéraux interrogent un homme, Janke Dacyshyn, qui travaille comme convoyeur d'organes, Scully se rend contre toute attente chez le père Joe. Ce dernier est ensuite emmmené aux urgences après une crise de convulsions. La piste de Janke Dacyshyn fait ensuite remonter l'enquête jusqu'à Franz Tomczeszyn, qui faisait partie des enfants abusés sexuellement par Crissom. Le FBI prend d'assaut le lieu de travail de Dacyshyn, mais celui-ci s'échappe en laissant la tête coupée de Bannan sur les lieux. Mulder et Whitney le poursuivent, et Whitney est tuée quand Dacyshyn la pousse dans une cage d'ascenseur vide. Mulder, très affecté par la mort des agents, retrouve Scully, qui lui apprend que le Père Joe Crissman est mourrant. Scully, qui éprouve une profonde aversion pour lui, l'interroge sur Bannan pour savoir s'il sent qu'elle encore en vie. Crissman, qui ignore que la tête de Bannan a été retrouvée, confirme qu'elle l'est, ce qui convainc Scully qu'il est un imposteur.
Mulder reste néanmoins déterminé à poursuivre l'enquête, et prend la voiture de Scully pour questionner les vétérinaires de la région sur l'acépromazine, un tranquillisant pour les animaux dont on a découvert des traces dans les restes humains. Il se rend chez un fournisseur où il croise par hasard Dacyshyn. Il le prend en filature, mais Dacyshyn le repère et provoque un accident. De son côté, Scully comprend, en étudiants des tests sur animaux sur les cellules souches, ce que font les suspects sur les victimes. Elle tente de prévenir Mulder, mais n'y parvient pas. Elle joint alors Drummy. Indemne après l'accident, Mulder arrive néanmoins à pied jusqu'à la cache de Dacyshyn, qui a également dû abandonner son véhicule endommagé. Mulder y découvre notamment un chien de garde à deux têtes et pénètre dans une ancienne grange reconvertie en laboratoire où des médecins d'Europe de l'Est se livrent à du trafic d'organes. Mulder découvre que les médecins utilisent des organes prélevés pour maintenir en vie Tomczeszyn et qu'ils essaient de greffer sa tête sur le corps de Cunningham. Mulder tente d'intervenir, mais est neutralisé et capturé par Dacyshyn .
Pendant ce temps, Scully, qui n'arrive pas à contacter Mulder, a fait appel à Walter Skinner pour l'aider à le retrouver. Après la triangulation de son téléphone portable, ils retrouvent la voiture de Scully accidentée et remontent la piste de Mulder. Ils parviennent jusqu'à l'ancienne grange grâce à une indication fournie par une vision du « Père Joe » Crissman, le proverbe 25.2 : « La gloire de Dieu, c'est de cacher les choses ». Alors que Mulder est sur le point d'être tué par Dacyshyn, Scully neutralise celui-ci. Skinner fait  quant à lui irruption dans le laboratoire juste à temps pour sauver la vie de Cunningham, sur le point d'être décapitée.
Plus tard, Scully retrouve Mulder et lui apprend que Crissman est mort, emporté par son cancer des bronches. Mulder comprend qu'il est mort exactement au moment où Scully a débranché l'appareillage permettant de maintenir en vie Tomczeszyn. Mulder y voit la preuve du lien existant entre les visions de Crissman et Tomczeszyn. Scully se confie sur le sort de Christian et sur les dernières paroles qu'elle a échangé avec le Père Joe : « Ne renoncez pas ». Mulder et Scully décident ensuite de refaire leur vie ailleurs pour essayer d'échapper enfin à leur passé. Scully opère ensuite Christian.

## Fiche technique
- Titre original : The X-Files: I Want to Believe
- Titre français : X-Files : Régénération
- Titre québécois : X-Files : Je veux y croire
- Réalisation : Chris Carter
- Scénario : Frank Spotnitz et Chris Carter
- Musique : Mark Snow
- Décors : Mark Freeborn
- Costumes : Lisa Tomczeszyn
- Photographie : Bill Roe
- Montage : Richard A. Harris
- Production : Frank Spotnitz et Chris Carter
- Sociétés de production : Ten Thirteen et Crying Box Productions en association avec Dune Entertainment III
- Société de distribution : 20th Century Fox
- Budget : 35 000 000 $[3]
- Pays de production :  États-Unis,  Canada
- Langues originales : anglais, russe, tchèque
- Genre : science-fiction, thriller
- Durée : 104 minutes
- Dates de sortie[4] :
  - États-Unis et Canada : 25 juillet 2008
  - France, Belgique et Suisse romande : 30 juillet 2008

## Distribution

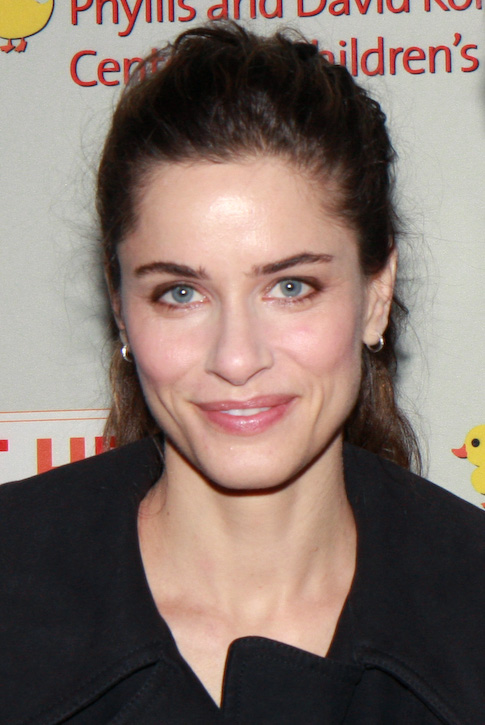
L'actrice Amanda Peet, nouvelle venue dans l'univers créé par Chris Carter.

- David Duchovny (VF : Georges Caudron) : Fox Mulder
- Gillian Anderson (VF : Caroline Beaune) : Dana Scully
- Amanda Peet (VF : Julie Dumas) : Special Agent in Charge Dakota Whitney
- Billy Connolly (VF : Michel Ruhl) : le père Joseph Crissman
- Xzibit (VF : Daniel Lobé) : l'agent Mosley Drummy
- Mitch Pileggi (VF : Jacques Albaret) : Walter Skinner
- Callum Keith Rennie (VF : Féodor Atkine) : Janke Dacyshyn
- Adam Godley (VF : Bernard Bollet) : le père Ybarra
- Alex Diakun : l'homme décharné
- Nicki Aycox : Cheryl Cunningham
- Marco Niccoli (VF : Philippe Conrath) : Christian Fearon
- Fagin Woodcock : Franz Tomczeszyn
- Carrie Ruscheinsk (VF : Marine Tuja) : Margaret Fearon
- Lorena Gale (VF : Souria Adèle) : le docteur à l'hôpital de Scully
- Xantha Radley : l'agent Monica Bannan
- Sarah-Jane Redmond : un agent spécial
- Chris Carter : patient de l'hôpital, assis en face du bureau de Dana Scully (caméo non crédité)

Sources et légende : Version française (VF) sur AlloDoublage

## Production

### Genèse et développement
En novembre 2001, les créateurs de la série télévisée décident de poursuivre l'aventure avec une deuxième adaptation cinématographique de la série, après le film de 1998. Chris Carter devait collaborer avec Frank Spotnitz, qui avait coécrit le premier film. La production du film devait commencer dès la fin de la saison 9 de la série télévisée, avec une sortie prévue en décembre 2003. En avril 2002, Chris Carter réitère son envie et celle du studio de faire un second film. Il prévoit d'écrire le scénario au cours de l'été pour débuter la production au printemps ou à l'été 2003, pour une sortie en 2004. La série s'achève initialement après la saison 9, diffusée jusqu'en mai 2002. En juillet 2002, Rob S. Bowman, rélisateur de The X-Files, le film et de plusieurs épisodes de la série, exprime son envie de faire un second film
En avril 2004, l'acteur David Duchovny déclare qu'il attend que la production du film commence, expliquant que Chris Carter avait approuvé l'idée : « Alors maintenant, il s'agit simplement de s'assurer que tout le monde puisse se réunir en même temps et le faire. » En novembre 2024, Chris Carter explique que le projet est en phase de négociation : « Parce qu'il s'agit d'une suite, il y a des types de négociations particulières et spécifiques qui nous freinent. » David Duchovny ajoute ensuite : « Mulder et Scully enquêtent sur un cas particulier qui n'a rien à voir avec la vie extraterrestre. Cela a à voir avec des choses surnaturelles. » Il a également déclaré : « Je pense que nous revenons à l'ambiance du type “monstre de la semaine”, où si vous n'êtes pas un grand fan et ne comprenez pas la mythologie, vous pouvez toujours y venir et comprendre le film. » David  Duchovny et Chris Carter affirment que la production débutera à l'hiver 2005 pour une sortie à l'été 2006. En avril 2005, David Duchovny admet qu'il n'y as pas encore de scénario, expliquant que Chris Carter l'aura terminé au début de l'année suivante. Peu après, Chris Carter explique : « Nous considérons les films comme autonomes. Ils n'auront pas nécessairement à s'occuper de la mythologie. »
En mai 2006, Frank Spotnitz impute le retard continu du projet aux questions juridiques entre Chris Carter et la 20th Century Fox. Le scénariste déclare : « Une fois les problèmes juridiques résolus, nous continuerons. J'espère que cela sera bientôt résolu." En avril 2007, Spotnitz a confirmé qu'un scénario était enfin en cours de développement. » En octobre suivant, le studio annonce officiellement la production de ce second film, dont l'intrigue est gardée secrète. L'acteur Mitch Pileggi a déclaré lors d'une convention de fans que l'intrigue était si secrète qu'il n'a découvert que son personnage, Walter Skinner, était dans le film que lorsque le tournage était déjà bien avancé.

### Titre
Avant d'avoir un titre officiel, il était généralement référencé sous le titre X-Files 2 ou sous son titre de travail Done One. Dans la liste des productions de la guilde des réalisateurs de Colombie Britannique, on retrouvait Done One, le titre de travail pour X-Files 2, dont le réalisateur est Rich Tracers (une anagramme de Chris Carter). Le producteur délégué est Brent O'Connor qui a déjà travaillé sur MillenniuM, l'autre série phare de Carter. On retrouve d'ailleurs, sur d'autres listes de production faisant référence à Done One, d'autres noms connus tels que Bill Roe ou David Gauthier, qui ont tous deux travaillés sur plusieurs épisodes de X-Files. Le titre officiel a été révélé le 16 avril 2008. Cette phrase culte pour les fans de la série : « I want to believe » qui signifie « Je veux y croire », était visible sur un poster dans le bureau de Fox Mulder où l'on voyait la photographie d'une soucoupe volante. Le titre français fait explicitement référence à l'intrigue et au dénouement du film, la régénération.

### Attribution des rôles
Chris Carter a toujours voulu Billy Connolly pour le rôle inattendu du Père Joe. À sa grande surprise, l'acteur a immédiatement accepté le rôle.
Les cinq premières saisons de la série X-Files ont été majoritairement tournées en Colombie-Britannique au Canada. De nombreux acteurs canadiens avaient ainsi tourné dans des rôles secondaires. Certains incarnent d'autres personnages dans ce second long métrage. Alex Diakun, qui joua divers rôles dans plusieurs épisodes, prête ainsi ses traits au Gaunt Man. Lorena Gale, qui interprète ici un médecin, avait tenu trois rôles différents dans les saisons 1, 2 et 4. Stephen E. Miller (en), qui joue ici le propriétaire de la boutique pour animaux, avait lui aussi joué dans plusieurs épisodes, idem pour Sarah-Jane Redmond, Stacee Copeland et Callum Keith Rennie. Ce dernier avait un temps été envisagé pour incarner Alex Krycek. Par ailleurs, Nicki Aycox — qui joue ici Cheryl Cunningham — avait tenu le rôle de Chastity Raines dans l'épisode À toute vitesse de la septième saison.

### Tournage
Le tournage débute le 10 décembre 2007 et s'est principalement déroulé dans la région de Vancouver en Colombie-Britannique (Burnaby, Pemberton, Langley, Whistler, ...).

## Bande originale
Albums de Mark Snow
The X-Files: The Album
(1998)
La musique du film est composée par le vétéran de la série Mark Snow. Il a enregistré la partition avec le Hollywood Studio Symphony (en) en mai 2008 au Newman Scoring Stage de la 20th Century Fox, Californie.
Une musique intitulée Memories Child de Jamison Young a été utilisée dans la BO du film.
| 1.    | Moonrise                        | Mark Snow               | 3:40 |
| 2.    | No Cures / Looking For Fox      | Mark Snow               | 2:50 |
| 3.    | The Trip to DC                  | Mark Snow               | 3:48 |
| 4.    | Father Joe                      | Mark Snow               | 1:31 |
| 5.    | What If You're Wrong / Sister   | Mark Snow               | 3:58 |
| 6.    | Ybara the Strange / Waterboard  | Mark Snow               | 2:25 |
| 7.    | Can't Sleep / Ice Field         | Mark Snow               | 2:34 |
| 8.    | March and Dig / Girl in the Box | Mark Snow               | 4:57 |
| 9.    | A Higher Conscious              | Mark Snow               | 5:28 |
| 10.   | The Surgery                     | Mark Snow               | 2:14 |
| 11.   | Good Luck                       | Mark Snow               | 1:35 |
| 12.   | Seizure / Attempted Escape      | Mark Snow               | 1:54 |
| 13.   | Foot Chase                      | Mark Snow               | 3:34 |
| 14.   | Mountain Montage / The Plow     | Mark Snow               | 1:44 |
| 15.   | Photo Evidence                  | Mark Snow               | 2:46 |
| 16.   | The Preparation                 | Mark Snow               | 1:35 |
| 17.   | Tranquilized                    | Mark Snow               | 1:46 |
| 18.   | The Axe Post                    | Mark Snow               | 2:53 |
| 19.   | Box Theme                       | Mark Snow               | 1:41 |
| 20.   | Home Again                      | Mark Snow               | 4:17 |
| 21.   | X-Files (UNKLE Variation)       | Mark Snow               | 5:51 |
| 22.   | Broken                          | UNKLE Feat. Gavin Clark | 4:43 |
| 23.   | Dying 2 Live                    | Xzibit                  | 4:03 |
| 71:47 |                                 |                         |      |

## Sortie

### Date de sortie

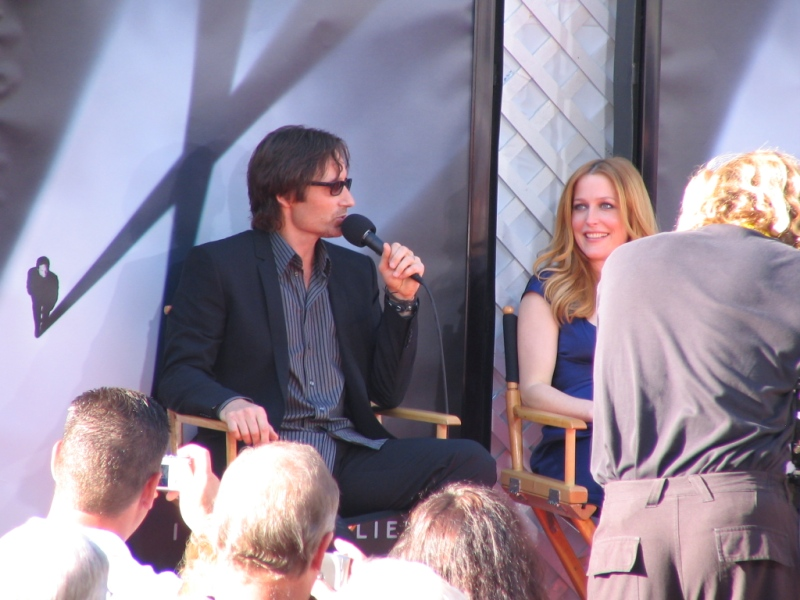
Les acteurs principaux à la première du film, en juillet 2008.

Le film est sorti le 23 juillet 2008 dans certains pays comme l'Égypte ou la Jamaïque, soit deux jours avant sa sortie aux États-Unis et au Canada le 25 juillet 2008. En Belgique, en France et en Suisse romande le film est sorti le 30 juillet 2008, bien que de nombreuses avant-premières aient eu lieu le jour d'avant.

### Accueil critique
Le film reçoit un accueil très mitigé, obtenant un score de 47 %, sur la base de 33 critiques comptabilisées, sur le site Metacritic. Il recueille 31 % d'avis positifs, avec une note moyenne de 4,8/10 et sur la base de 159 critiques compilées, sur le site Rotten Tomatoes. En France, il obtient une note moyenne de 2,4/5 basée sur la base de 15 critiques de la presse du site Allociné.

### Box-office
Le film récolte 20 982 478 dollars sur le territoire nord-américain et 47 386 956 dollars à l'international, pour un total de 68 369 434 dollars pour un budget de production du film qui s'élève à 30 000 000 dollars plus 5 000 000 dollars de budget publicitaire. En France, le film a réalisé 343 320 entrées.

### Sortie en vidéo
20th Century Fox Home Entertainment édite en décembre 2008 en Blu-ray 2 disques, une version director’s cut qui exploite la technologie BD-Live. 
En France, les DVD et Blu-ray sont sortis le 30 janvier 2009.
Les ventes de DVD ont rapporté 16 330 582 $ en Amérique du Nord.

## Autour du film
- Le film est dédié à la mémoire de l'acteur‑producteur Randy Stone (en), qui fut régisseur de distribution pour la 20th Century Fox Television et responsable des acteurs vedettes des deux séries phares de Chris Carter (David Duchovny et Gillian Anderson pour X-Files, et Lance Henriksen pour MillenniuM)[17]. La présence d'un couple homosexuel parmi les personnages de l'intrigue, au-delà de l'intérêt scénaristique, peut être éventuellement interprété comme un autre hommage à Randy Stone, qui l'était également.[réf. nécessaire]
- À l'hôpital de Scully, on peut apercevoir une photographie de Bruce Harwood, interprète de John Fitzgerald Byers dans X-Files et sa série dérivée The Lone Gunmen : Au cœur du complot[17].
- Mulder se rend dans une boutique vétérinaire portant le nom de Nutter. David Nutter a réalisé plusieurs épisodes de X-Files : Aux frontières du réel et de Millennium. Par ailleurs, le nom de Franz Tomczeszyn fait référence à la costumière du film, Lisa Tomczeszyn[17].
- Robert Patrick et Annabeth Gish ne reprennent pas leurs rôles respectifs de John Doggett et Monica Reyes, personnages majeurs présents dans les saisons 8 et 9.